# Manopakon Nitithada
Kon Hutasingh (thaï : ก้อน หุตะสิงห์), aussi appelé Phraya Manopakon Nitithada (thaï : พระยามโนปกรณ์นิติธาดา), né le 15 juin 1884 à Bangkok, et mort le 1er octobre 1948 à Penang, en Malaisie britannique, est un homme d'État et membre de la noblesse siamoise. Premier ministre entre 1932 et 1933, il en est le premier titulaire, fonction ayant été créée à la suite de la révolution de 1932. 
Il est aussi ministre du Grand Trésor, d'abord auprès du monarque Rama VII puis au sein de ses propres gouvernements.
Enfin, il était nommé au Conseil suprême de l'État en 1919, et perd sa fonction lors de la révolution de 1932.